# Mercedes-Benz W204
Mercedes-Benz W204 — 3-е поколение среднеразмерных престижных автомобилей С-класса немецкого автопроизводителя Mercedes-Benz. Пришло на смену модели Mercedes-Benz W203. Впервые автомобиль был представлен СМИ в январе 2007 года в музее Mercedes-Benz в Штутгарте. В марте того же года он дебютировал на Женевском автосалоне и официально поступил в продажу. Изначально модель была доступна только в кузове седан, но уже в сентябре 2007 года к ней добавился универсал.
В 2011 году Mercedes-Benz W204 претерпел рестайлинг, в ходе которого он получил обновление передней оптики, бамперов, интерьера и модельного ряда двигателей. Кроме того, в середине февраля 2011 года компания официально анонсировала версию С-класса в кузове купе.
В 2014 году на смену W204 пришёл автомобиль Mercedes-Benz W205. Тем не менее, вариант в кузове купе производился вплоть до 2016 года. Всего компания Mercedes-Benz продала более 2,4 млн автомобилей Mercedes-Benz W204 по всему миру.
Mercedes-Benz W204 получил колоссальный успех на рынке. Он стал вторым самым продаваемым престижным автомобилем начального уровня в Канаде и США после BMW E90 (3-й серии), а также наиболее популярным седаном в средней ценовой категории в Мексике. В 2011 году на Токийском автосалоне C-класс получил звание «импортного автомобиля года» в Японии (второй раз подряд). В том же году модель C250 CDI заслужила звание лучшего премиального среднеразмерного автомобиля в Австралии. В 2012 году 3-е поколение С-класса вошло в топ-10 самых продаваемых автомобилей в Англии с общим числом продаж в 37 261, уступив BMW 3 серии (44 521).

## История

### 2007—2011
Концерн DaimlerChrysler впервые представил новое поколение С-класса 18 января 2007 года. В марте того же года автомобиль дебютировал на Женевском автосалоне. Продажи начались в конце марта 2007 года почти во всех европейских странах.
В середине 2007 года на заказ стала доступна модель с системой постоянного полного привода 4MATIC с распределением крутящего момента как 45:55, раздаточной коробкой с многодисковой муфтой центрального дифференциала, контролем тяги 4ETS и электронной системой стабилизации ESP. Модели C320 CDI 4MATIC и C350 4MATIC также были доступны в линиях исполнения ELEGANCE и AVANTGARDE, включающих 17-дюймовые легкосплавные диски, мультифункциональный руль и отделку из кожи, дерева и алюминия. Стоимость полноприводного варианта C-класса на начало продаж лежала в диапазон от €40 281,50 до €46 707,50.
На Франкфуртском автосалоне в сентябре 2007 года был представлен вариант в кузове универсал (внутренний код S204). Позже он дебютировал на 40-м Токийском автосалоне 2007 года и международной выставке в Пекине. В продажу универсал поступил в конце 2007 года. Первоначальный модельный ряд состоял из C200 CDI, C220 CDI, C320 CDI, C320 CDI 4MATIC, C180 Kompressor, C200 Kompressor, C230, C280 и C350.
Помимо универсала на Токийском автосалоне 2007 года также была представлена гибридная модель C-класса — C300 BlueTEC Hybrid. На автомобиль установили 4-цилиндровый двигатель и гибридный модуль, выдающие в сумме мощность в 224 л.с. (165 кВт) и 560 Н·м крутящего момента. Расход топлива при таком силовом агрегате составлял 4.6 литра на 100 км.
Весной 2008 года были представлены модели BlueEFFICIENCY, включающие комплекс мер на повышение эффективности и уменьшение расхода топлива. Этого удалось достичь за счёт применения недавно разработанного ветрового стекла, сделанного из ламинированного стекла, оптимизации шумоизолирующего материала, установки лёгких кованых колёс и шин Michelin с низким сопротивлением качению, модификации кузова, уплотнению швов между капотом/крыльями и фарами, применения обтекаемого корпуса для боковых зеркал и иных технологических особенностей. коэффициент аэродинамического сопротивления нового C-класса составил 0,25. В результате расход топлива сократился на 12 %.
Силовые агрегаты эффективных автомобилей с уменьшенным рабочим объёмом оснастили новой 6-ступенчатой механической коробкой передач и ECO режимом. Двигатели получили оптимизации камеры сгорания, смесеобразования и трения. Самыми первыми моделями стали C180 KOMPRESSOR BlueEFFICIENCY, C200 CDI BlueEFFICIENCY и C350 CGI BlueEFFICIENCY. На Женевском автосалоне 2008 года дебютировала модель C350 CGI BlueEFFICIENCY. Стартовая цена с учётом НДС в Европе составляла €46 796,75.
В 2009 году к уже имеющемуся модельному ряду W204 примкнули автомобили C220 CDI BlueEFFICIENCY и C250 CDI BlueEFFICIENCY, C250 CGI BlueEFFICIENCY, доступные как в варианте кузова седан, так и универсал. В 2010 году были выпущены модели C180 CGI BlueEFFICIENCY, C200 CGI BlueEFFICIENCY, C220 CDI BlueEFFICIENCY, C250 CDI 4MATIC BlueEFFICIENCY. Стартовая цена на момент дебюта (осень 2010 года) в Германии составляла €32 219,25 за C180 CGI BlueEFFICIENCY и €43 524,25 за C250 CDI 4MATIC BlueEFFICIENCY.
В 2010 году Страховой институт дорожной безопасности, одна из крупнейших автомобильных страховых компаний на североамериканском рынке, опубликовала топ-19 самых безопасных легковых автомобилей «Top Safety Pick 2010», в который вошла модель Mercedes-Benz W204.

### 2011—2014 (рестайлинг)
В конце 2010 года начали появляться информация и шпионские фотографии фейслифтинга Mercedes-Benz W204. В декабре были обнародованы снимки автомобиля без камуфляжа, а саму обновленную модель представили на детройтском автосалоне уже в январе 2011 года. В Европе рестайлинговый автомобиль стал доступен для покупки уже в январе. Позже модель также дебютировала на автосалоне в Шанхае.
Внешние изменения фейслифтинга включают новые «L-образные» передние фары с подводкой из светодиодов и DRL, передний и задний бампера, а также фонари. Внутренне автомобиль стал похож на более дорогие модели в лице Е-класса (W212) и CLS-класса (C218). Прежде всего это заметно по экрану с высоким разрешением на приборной панели, которая имеет визуальные функции, аналогичные моделям S- и CL-классов. Кроме того, на автомобиле присутствует новая система Comand APS, которую впервые увидели на Mercedes-Benz W212 (E-класс). Изменения коснулись не только интерьера и экстерьера, но и технической составляющей. Бензиновый V6 двигатель 3.5 CGI (292 л.с., 365 Н·м) заменили на V6 3.5 CGI нового образца, выдающий 306 л.с. и 370 Н·м, дебютировавший на CLS-классе второго поколения. В паре к двигателям в качестве опции стала доступна автоматическая коробка передач 7G-Tronic Plus с системой «старт-стоп» и дополнительным экологичным алгоритмом ECO.
Автомобиль оснастили системой слежения за усталостью водителя Attention Assist, адаптивными фарами, системой слежения за разметкой (и удерживающей машину в пределах полосы — Lane Keeping Assist) и мёртвыми зонами (Blind Spot Assist), активным круиз-контролем Distronic Plus, технологией превентивной безопасности Pre-Safe с функцией автоматического торможения перед препятствием, а также системой автоматической парковки.
Мультимедийная система COMAND Online теперь предоставляет доступ в Интернет. Начиная с середины 2012 года, автомобили С-класса с системой COMAND Online также включает в себя новую систему экстренного вызова eCall.
Заказы на автомобиль в кузовах седан и универсал начали принимать в начале 2011 года, продажи в Европе стартовали в марте. Первоначальный модельный ряд включал C180 BlueEFFICIENCY (здесь и далее — BE), C200 BE, C250 BE, C350 BE, C350 4MATIC BE, C180 CDI BE, C200 CDI BE, C220 CDI BE, C250 CDI BE, C250 CDI 4MATIC BE, C300 CDI 4MATIC BE. Продажи C350 CDI BE стартовали в середине 2011 года. Продажи в Северной Америке начались в 2012 году, хотя с сентября 2011 года была доступна возможность заказа у официальных дилеров.
В середине февраля 2011 года компания Mercedes-Benz обнародовала информацию о модификации С-класса с кузовом купе. Премьера состоялась на автосалоне в Женеве. Первоначально в Европе купе было доступно с тремя бензиновыми и двумя дизельными двигателями: C180 CGI (156 л.с.), C250 CGI (204 л.с.), C350 CGI (306 л.с.), C220 CDI (170 л.с.) и C250 CDI (204 л.с.).
Летом 2011 года мировой общественности презентовали наиболее мощную модификацию третьего поколения С-класса — Mercedes-Benz C63 AMG Coupe Black Series, оснащённую спортивной подвеской и пересмотренным силовым агрегатом. Автомобиль оснастили двигателем мощностью 517 л.с. (380 кВт). Заявки на купе C63 AMG Coupe Black Series начали принимать 28 ноября 2011 года. В продаже автомобиль появился в январе 2012 года и уже на следующий день после официального старта продаж вся квота из 600 экземпляров была распродана.
Серийное производство Mercedes-Benz W204 завершилось в ноябре 2013 года. В феврале 2014 года автомобиль был заменён четвёртым поколением С-класса — моделью Mercedes-Benz W205.

## Описание

### Экстерьер
В отличие от Mercedes-Benz W203, четвёртое поколение C-класса отличалось более жёстким кузовом, увеличенной колёсной базой и строгим дизайном. Седан стал подчёркнуто агрессивным с рублеными линиями, выразительными гранями, новой решёткой радиатора, которую дистанцировали от капота.
Модель выпускалась в трёх традиционных вариантах внутреннего и внешнего оснащения: Classic, Elegance, Avantgarde. В варианте исполнения Avantgarde трёхлучевая звезда находилась на фальшрешётке радиатора, в иных вариантах она располагалась на капоте. Кроме того, на заказ был доступен спорт-пакет.
Начиная с октября 2009 года, Mercedes-Benz W204 оборудовали LED фарами ближнего света в сочетании с би-ксеноновыми фарами и фарами ILS вместо стандартных противотуманных.
По сравнению с предшественником, рестайлинговый Mercedes-Benz W204 увеличился в длину на 55 мм (до 4581 мм), в ширину на 42 мм (до 1770 мм). Колёсная база C-класса выросла на 45 мм (до 2760 мм). В салоне на 40 мм увеличилось расстояние на уровне плеч передних пассажиров. До 475 литров (на 20 л) увеличился рабочий объём багажника. Внешние черты автомобиля навеяны моделями Mercedes-Benz W221 (S-класс) и некоторыми элементами из Mercedes-Benz C219 (CLS-класс).
При рестайлинге 2011 года автомобиль получил новую головную оптику с светодиодными лампами в форме бумерангов. Были изменены передний и задний бампера. Задние фонари и бампер также получили новый графический рисунок.

### Интерьер
Традиционно для Mercedes-Benz вся концепция дизайна интерьера служит цели создания максимального комфорта водителю и пассажирам. При отделке салона использовали благородные металлы, различные сорта натуральной кожи, вставки из дерева, полированные алюминиевые детали. Задние сиденья вмещают 3-х пассажиров.
Передняя часть и интерьер универсала Mercedes-Benz W204 T-Modell полностью совпадают с вариантом в кузове седан. Объём багажника составляет 485 литров в штатном состоянии и 1500 литров при сложенном заднем ряде сидений. Специально для модификации в кузове универсал был разработан пакет дополнительного обеспечения Easy-Pack, со съемными раздвижными рейлингами, увеличивающими полезную нагрузку на 605 кг.
В рестайлинговом W204 впервые была использована система телематики нового поколения с большим дисплеем, функцией переноса телефонной книги, отображением SMS-сообщений, опцией беспроводного воспроизведения музыкальных файлов через Bluetooth интерфейс, слотами USB в центральном подлокотнике. Модернизированный C-класс оборудовали мультимедийной системой COMAND Online с возможностью подключения к сети интернет, навигатором с цветным трёхмерным экраном.
С 2008 года в комплектации Elegance внутренняя отделка салона была заменена на сочетание бледно-бежевого и насыщенно коричневого. С апреля 2008 года на Mercedes-Benz W204 стали устанавливать новые зеркала аэродинамической формы.
Интерьер купе, представленного в 2011 году, во многом повторял внутреннее оформление седана W204. Тем не менее, купе получило кресла от E-класса и рулевое колесо от CLS-класса. В отличие от других купе компании, автомобили CLC-класса имели центральные стойки и фиксированные, не убирающиеся задние боковые окна.
При рестайлинге 2011 года салон автомобиля претерпел полную модернизацию. Центральную консоль позаимствовали у CLS-класса. В неё вмонтировали новый цветной экран.

### Ходовая часть
В классической комплектации автомобиль оснащался задним приводом, но на заказ доступен вариант с системой постоянного полного привода 4MATIC.

#### Трансмиссия
Шестиступенчатая механическая коробка передач входит в стандартную комплектацию всех моделей (за исключением C 350). Пятиступенчатая автоматическая коробка передач (типтроник) и семиступенчатая автоматическая коробка передач (7G-Tronic) доступны для всех комплектаций на выбор.
В 2011 году силовые установки обновлённого Mercedes-Benz W204 почти во всех комплектациях (за исключением маломощных моделей вроде C180 и C200) агрегировали модернизированной версией семиступенчатой автоматической коробки передач 7G-Tronic Plus с системой «старт-стоп» и функцией ECO.

### Двигатели
На момент старта продаж были представлены бензиновые четырёхцилиндровые двигатели M271 и V6 M272, а также дизельные I4 OM646, OM651 и V6 OM642. Большинство двигателей представляют собой модификации силовых агрегатов предыдущего поколения с повышенной мощностью и уменьшенными выбросами и расходом топлива.
В конце 2008 года линейку силовых агрегатов C-класса серии W204 пополнили четырехцилиндровые дизельные двигатели нового поколения с двухэтапным турбонаддувом серии ОМ651.
При рестайлинге 2011 года изменения коснулись и линейки моторов Mercedes-Benz W204. Вместо старого бензиновой 3,5-литрового V6 двигателя мощностью 292 л.с. установили двигатель аналогичного объема 3,5-литра V6 CGI нового образца, выдающий 306 л.с. (370 Н·м), опробованный на семействе CLS-класса второго поколения.
С апреля 2012 года на рынок поступила модернизированная версия седана Mercedes-Benz C180 BlueEFFICIENCY, оснащённая двигателем 1,6-литровым двигателем нового поколения. Особенностью силового агрегата являлся уменьшенный рабочий объём и сниженный до 5,8 литров расход топлива.

#### Бензиновые

##### Четырёхцилиндровые двигатели
| Модель                           | C 180 Kompressor BlueEFFICIENCY     | C 180 Kompressor                    | C 180 BlueEFFICIENCY                      | C 180                                   | C 200 Kompressor                    | C 200                                             | C 250                               |
| -------------------------------- | ----------------------------------- | ----------------------------------- | ----------------------------------------- | --------------------------------------- | ----------------------------------- | ------------------------------------------------- | ----------------------------------- |
| Годы выпуска                     | 04/2008–04/2010                     | 03/2007–10/2008                     | 11/2009–04/2012                           | 04/2012–06/2015                         | 03/2007–04/2010                     | 11/2009–06/2015                                   | 06/2009–06/2015                     |
| Технические данные               |                                     |                                     |                                           |                                         |                                     |                                                   |                                     |
| Двигатель*                       | M271 KE 16 ML red.                  | M271 KE 18 ML red.                  | M271 DE 18 AL red.                        | M274 DE 16 AL                           | M271 KE 18 ML                       | M271 DE 18 AL                                     | M271 DE 18 AL                       |
| Тип двигателя                    | R4                                  | R4                                  | R4                                        | R4                                      | R4                                  | R4                                                | R4                                  |
| Топливная система                | впрыск во впускной коллектор        | впрыск во впускной коллектор        | прямой впрыск топлива                     | прямой впрыск топлива                   | впрыск во впускной коллектор        | прямой впрыск топлива                             | прямой впрыск топлива               |
| Оснащение                        | компрессор                          | компрессор                          | турбонаддув                               | турбонаддув                             | компрессор                          | турбонаддув                                       | турбонаддув                         |
| Рабочий объём                    | 1597 см3                            | 1796 см3                            | 1796 см3                                  | 1595 см3                                | 1796 см3                            | 1796 см3                                          | 1796 см3                            |
| Мощность                         | 115 кВт (156 л. с.) при 5200 об/мин | 115 кВт (156 л. с.) при 5200 об/мин | 115 кВт (156 л. с.) при 5300 об/мин       | 115 кВт (156 л. с.) при 5300 об/мин     | 135 кВт (184 л. с.) при 5500 об/мин | 135 кВт (184 л. с.) при 5250 об/мин               | 150 кВт (204 л. с.) при 5500 об/мин |
| Крутящий момент                  | 230 Н·м при 3000–4500 об/мин        | 230 Н·м при 2600–4600 об/мин        | 250 Н·м при 1600–4200 об/мин              | 250 Н·м при 1250–4000 об/мин            | 250 Н·м при 2800–5000 об/мин        | 270 Н·м при 1800–4600 об/мин                      | 310 Н·м при 2000–4300 об/мин        |
| Ходовая часть                    |                                     |                                     |                                           |                                         |                                     |                                                   |                                     |
| Компоновка                       | задний привод                       | задний привод                       | задний привод                             | задний привод                           | задний привод                       | задний привод                                     | задний привод                       |
| Трансмиссия [ опционально ]      | 6-ступ. механическая 5G-Tronic      | 6-ступ. механическая [ 5G-Tronic ]  | 6-ступ. механическая 5G-Tronic/ 7G-Tronic | 6-ступ. механическая [ 7G-Tronic Plus ] | 6-ступ. механическая [ 5G-Tronic ]  | 6-ступ. механическая [ 5G-Tronic/7G-Tronic Plus ] | 5G-Tronic/7G-Tronic Plus            |
| Данные                           |                                     |                                     |                                           |                                         |                                     |                                                   |                                     |
| Максимальная скорость            |                                     |                                     |                                           |                                         |                                     |                                                   |                                     |
| Седан:                           | 230 км/ч [ 223 км/ч ]               | 223 км/ч [ 220 км/ч ]               | 225 км/ч [ 223 км/ч ]                     | 225 км/ч [ 223 км/ч ]                   | 235 км/ч [ 230 км/ч ]               | 237 км/ч [ 235 км/ч ]                             | 240 км/ч                            |
| Универсал:                       | 223 км/ч [ 218 км/ч ]               | 218 км/ч [ 215 км/ч ]               | 218 км/ч [ 216 км/ч ]                     | 218 км/ч [ 216 км/ч ]                   | 228 км/ч [ 225 км/ч ]               | 228 км/ч [ 226 км/ч ]                             | 233 км/ч                            |
| Купе:                            | –                                   | –                                   | 225 км/ч [ 223 км/ч ]                     | 225 км/ч [ 223 км/ч ]                   | –                                   | 237 км/ч [ 235 км/ч ]                             | 240 км/ч                            |
| Разгон от 0 до 100 км/ч          |                                     |                                     |                                           |                                         |                                     |                                                   |                                     |
| Седан:                           | 9,5 с [ 9,9 с ]                     | 9,5 с [ 9,9 с ]                     | 9,0 с [ 8,9 с ]                           | 8,5 с [ 8,5 с ]                         | 8,6 с [ 8,8 с ]                     | 8,2 с [ 7,8 с ]                                   | 7,2–7,4 с                           |
| Универсал:                       | 9,8 с [ 10,2 с ]                    | 9,8 с [ 10,2 с ]                    | 9,2 с [ 9,1 с ]                           | 8,7 с [ 8,7 с ]                         | 8,8 с [ 9,0 с ]                     | 8,4 с [ 8,1 с ]                                   | 7,4 с                               |
| Купе:                            | –                                   | –                                   | 9,0 с [ 8,9 с ]                           | 8,5 с [ 8,5 с ]                         | –                                   | 8,2 с [ 7,8 с ]                                   | 7,2 с                               |
| Средний расход топлива на 100 км |                                     |                                     |                                           |                                         |                                     |                                                   |                                     |
| Седан:                           | 6,5–6,8 л Super [ 7,1–7,7 л Super ] | 7,4–7,6 л Super [ 7,6–7,8 л Super ] | 6,7–7,3 л Super [ 6,4–6,9 л Super ]       | 5,8–6,4 л Super [ 5,8–6,3 л Super ]     | 7,6–7,8 л Super [ 7,9–8,1 л Super ] | 6,6–7,2 л Super [ 6,4–6,9 л Super ]               | 6,4–7,2 л Super                     |
| Универсал:                       | 6,9–7,4 л Super [ 7,5–7,9 л Super ] | 7,7–7,8 л Super [ 8,1–8,2 л Super ] | 6,8–7,5 л Super [ 6,6–7,0 л Super ]       | 5,9–6,4 л Super [ 5,9–6,4 л Super ]     | 7,8–8,0 л Super [ 8,1–8,3 л Super ] | 6,9–7,6 л Super [ 6,7–6,9 л Super ]               | 6,7–6,9 л Super                     |
| Купе:                            | –                                   | –                                   | 6,7–7,3 л Super [ 6,5–7,0 л Super ]       | 5,8–6,4 л Super [ 5,8–6,3 л Super ]     | –                                   | 6,6–7,2 л Super [ 6,4–6,9 л Super ]               | 6,5–7,0 л Super                     |
| Выбросы CO2                      |                                     |                                     |                                           |                                         |                                     |                                                   |                                     |
| Седан:                           | 155–162 г/км [ 169–183 г/км ]       | 177–182 г/км [ 180–185 г/км ]       | 157–169 г/км [ 148–160 г/км ]             | 136–149 г/км [ 136–147 г/км ]           | 180–185 г/км [ 180–185 г/км ]       | 154–168 г/км [ 150–161 г/км ]                     | 150–161 г/км                        |
| Универсал:                       | 164–176 г/км [ 179–187 г/км ]       | 183–185 г/км [ 192–194 г/км ]       | 160–176 г/км [ 155–163 г/км ]             | 139–150 г/км [ 139–149 г/км ]           | 184–189 г/км [ 193–198 г/км ]       | 160–177 г/км [ 155–162 г/км ]                     | 155–162 г/км                        |
| Купе:                            | –                                   | –                                   | 157–169 г/км [ 150–162 г/км ]             | 136–149 г/км [ 136–147 г/км ]           | –                                   | 154–168 г/км [ 150–161 г/км ]                     | 152–163 г/км                        |
| Экологический стандарт           | Евро-4                              | Евро-4                              | Евро-5                                    | Евро-6                                  | Евро-4                              | Евро-5                                            | Евро-5                              |

 * Расшифровка обозначений двигателей: M = бензиновый двигатель; OM = дизельный двигатель; E = впрыск во впускной коллектор; KE = впрыск во впускной коллектор, компрессорный наддув;  DE = прямой впрыск; ML = компрессор; L = охлаждение наддувочного воздуха; A = турбокомпрессор; red. = пониженные характеристики (мощность, рабочий объём); LS = повышенная производительность.
1. 1 2 3  До мая 2013 года выпускался как «C 180 BlueEFFICIENCY», «C 200 BlueEFFICIENCY» и «C 250 BlueEFFICIENCY».
2. 1 2  Опциональная версия 5G-Tronic с функцией Tippshift до 10/2009.
3. 1 2 3  5-ступенчатая автоматическая коробка передач с функцией Tippshift до 02/2011, 7-ступенчатая автоматическая коробка передач с Tippshift и системой старт-стоп с 03/2011.

##### Шести- и восьмицилиндровые двигатели
| Модель                           | C 230                               | C 280 (4MATIC)                                        | C 300 (4MATIC)                                        | C 350 (4MATIC)                      | C 350 CGI BlueEFFICIENCY            | C 350 (4MATIC)                      | C 63 AMG                                                                    | C 63 AMG Edition 507                | C 63 AMG Купе Black Series          |
| -------------------------------- | ----------------------------------- | ----------------------------------------------------- | ----------------------------------------------------- | ----------------------------------- | ----------------------------------- | ----------------------------------- | --------------------------------------------------------------------------- | ----------------------------------- | ----------------------------------- |
| Годы выпуска                     | 03/2007–06/2009                     | 03/2007–06/2009                                       | 06/2009–02/2011                                       | 03/2007–02/2011                     | 10/2008–02/2011                     | 03/2011–06/2015                     | 03/2007–06/2015                                                             | 06/2013–06/2014                     | 01/2012–12/2012                     |
| Технические данные               |                                     |                                                       |                                                       |                                     |                                     |                                     |                                                                             |                                     |                                     |
| Двигатель*                       | M272 KE 25                          | M272 KE 30                                            | M272 KE 30                                            | M272 KE 35                          | M272 DE 35                          | M276 DE 35                          | M156 KE 63                                                                  | M156 KE 63                          | M156 KE 63                          |
| Тип двигателя                    | V6                                  | V6                                                    | V6                                                    | V6                                  | V6                                  | V6                                  | V8                                                                          | V8                                  | V8                                  |
| Топливная система                | впрыск во впускной коллектор        | впрыск во впускной коллектор                          | впрыск во впускной коллектор                          | впрыск во впускной коллектор        | прямой впрыск топлива               | прямой впрыск топлива               | впрыск во впускной коллектор                                                | впрыск во впускной коллектор        | впрыск во впускной коллектор        |
| Оснащение                        | —                                   | —                                                     | —                                                     | —                                   | —                                   | —                                   | —                                                                           | —                                   | —                                   |
| Рабочий объём                    | 2496 см3                            | 2996 см3                                              | 2996 см3                                              | 3498 см3                            | 3498 см3                            | 3498 см3                            | 6208 см3                                                                    | 6208 см3                            | 6208 см3                            |
| Мощность                         | 150 кВт (204 л. с.) при 6100 об/мин | 170 кВт (231 л. с.) при 6000 об/мин                   | 170 кВт (231 л. с.) при 6000 об/мин                   | 200 кВт (272 л. с.) при 6000 об/мин | 215 кВт (292 л. с.) при 6400 об/мин | 225 кВт (306 л. с.) при 6500 об/мин | 336 кВт (457 л. с.) при 6800 об/мин [ 358 кВт (487 л. с.) при 6800 об/мин ] | 373 кВт (507 л. с.) при 6800 об/мин | 380 кВт (517 л. с.) при 6800 об/мин |
| Крутящий момент                  | 245 Н·м при 2900–5500 об/мин        | 300 Н·м при 2500–5000 об/мин                          | 300 Н·м при 2500–5000 об/мин                          | 350 Н·м при 2400–5000 об/мин        | 365 Н·м при 3000–5100 об/мин        | 370 Н·м при 3500 об/мин             | 600 Н·м при 5000 об/мин                                                     | 610 Н·м при 5200 об/мин             | 620 Н·м при 5200 об/мин             |
| Ходовая часть                    |                                     |                                                       |                                                       |                                     |                                     |                                     |                                                                             |                                     |                                     |
| Компоновка [ опционально ]       | задний привод                       | задний привод [ полный привод ]                       | задний привод [ полный привод ]                       | задний привод [ полный привод ]     | задний привод                       | задний привод [ полный привод ]     | задний привод                                                               | задний привод                       | задний привод                       |
| Трансмиссия [ опционально ]      | 6-ступ. механическая 7G-Tronic      | 6-ступ. механическая [ 7G-Tronic ]                    | 6-ступ. механическая [ 7G-Tronic ]                    | 7G-Tronic                           | 7G-Tronic                           | 7G-Tronic Plus                      | AMG SPEEDSHIFT MCT 7G-Tronic                                                | AMG SPEEDSHIFT MCT 7G-Tronic        | AMG SPEEDSHIFT MCT 7G-Tronic        |
| Данные                           |                                     |                                                       |                                                       |                                     |                                     |                                     |                                                                             |                                     |                                     |
| Максимальная скорость            |                                     |                                                       |                                                       |                                     |                                     |                                     |                                                                             |                                     |                                     |
| Седан:                           | 240 км/ч [ 233 км/ч ]               | 250 км/ч (243 км/ч) [ 246 км/ч ]                      | 250 км/ч (243 км/ч) [ 246 км/ч ]                      | 250 км/ч (250 км/ч)                 | 250 км/ч                            | 250 км/ч (250 км/ч)                 | 250 км/ч [ 280 км/ч ]                                                       | 280 км/ч                            | –                                   |
| Универсал:                       | 232 км/ч [ 227 км/ч ]               | 242 км/ч [ 240 км/ч ]                                 | 242 км/ч [ 240 км/ч ]                                 | 250 км/ч                            | –                                   | 250 км/ч                            | 250 км/ч [ 280 км/ч ]                                                       | 280 км/ч                            | –                                   |
| Купе:                            | –                                   | –                                                     | –                                                     | –                                   | –                                   | 250 км/ч                            | 250 км/ч [ 280 км/ч ]                                                       | 280 км/ч                            | 300 км/ч                            |
| Разгон от 0 до 100 км/ч          |                                     |                                                       |                                                       |                                     |                                     |                                     |                                                                             |                                     |                                     |
| Седан:                           | 8,4 с [ 8,6 с ]                     | 7,3 с (7,2 с) [ 7,2 с ]                               | 7,3 с (7,2 с) [ 7,2 с ]                               | 6,4 с (6,3 с)                       | 6,3 с                               | 6,0 с (6,0 с)                       | 4,5 с [ 4,4 с ]                                                             | 4,2 с                               | –                                   |
| Универсал:                       | 8,6 с [ 8,9 с ]                     | 7,5 с [ 7,5 с ]                                       | 7,5 с [ 7,5 с ]                                       | 6,5 с                               | –                                   | 6,1 с                               | 4,6 с [ 4,5 с ]                                                             | 4,3 с                               | –                                   |
| Купе:                            | –                                   | –                                                     | –                                                     | –                                   | –                                   | 6,0 с                               | 4,4 с [ 4,3 с ]                                                             | 4,2 с                               | 4,2 с                               |
| Средний расход топлива на 100 км |                                     |                                                       |                                                       |                                     |                                     |                                     |                                                                             |                                     |                                     |
| Седан:                           | 9,1–9,3 л Super [ 9,1–9,3 л Super ] | 9,2–9,4 л Super (9,4–9,6 л Super) [ 9,2–9,4 л Super ] | 9,4–9,6 л Super (9,6–9,8 л Super) [ 9,4–9,6 л Super ] | 9,9–10,2 л Super (10,2 л Super)     | 8,3–8,9 л Super                     | 6,8–7,0 л Super (7,4–7,6 л Super)   | 12,0 л Super                                                                | 12,0 л Super                        | –                                   |
| Универсал:                       | 9,3–9,5 л Super [ 9,3–9,5 л Super ] | 9,4–9,6 л Super [ 9,4–9,6 л Super ]                   | 9,6–9,8 л Super [ 9,6–9,8 л Super ]                   | 10,1–10,4 л Super                   | –                                   | 7,1–7,3 л Super                     | 12,2 л Super                                                                | 12,2 л Super                        | –                                   |
| Купе:                            | –                                   | –                                                     | –                                                     | –                                   | –                                   | 6,8–7,0 л Super                     | 12,0 л Super                                                                | 12,0 л Super                        | 12,2 л Super                        |
| Выбросы CO2                      |                                     |                                                       |                                                       |                                     |                                     |                                     |                                                                             |                                     |                                     |
| Седан:                           | 216–221 г/км [ 217–222 г/км ]       | 220–225 г/км ( 224–229 г/км ) [ 219–224 г/км ]        | 220–225 г/км ( 224–229 г/км ) [ 219–224 г/км ]        | 223–239 г/км (239 г/км)             | 193–208 г/км                        | 159–164 г/км ( 174–178 г/км )       | 280 г/км                                                                    | 280 г/км                            | –                                   |
| Универсал:                       | 221–226 г/км [ 221–226 г/км ]       | 224–229 г/км [ 224–229 г/км ]                         | 224–229 г/км [ 224–229 г/км ]                         | 235–242 г/км                        | –                                   | 165–170 г/км                        | 285 г/км                                                                    | 285 г/км                            | –                                   |
| Купе:                            | –                                   | –                                                     | –                                                     | –                                   | –                                   | 159–164 г/км                        | 280 г/км                                                                    | 280 г/км                            | 286 г/км                            |
| Экологический стандарт           | Евро-4                              | Евро-4                                                | Евро-4                                                | Евро-4                              | Евро-5                              | Евро-5                              | Евро-5                                                                      | Евро-5                              | Евро-5                              |

1. ↑  До мая 2013 года выпускалась как «C 350 (4MATIC) BlueEFFICIENCY».
2. 1 2 3 4 5 6 7  С пакетом AMG Performance (с 11/2009).
3. 1 2 3  7G-Tronic с функцией Tippshift.
4. ↑  7G-Tronic с функцией Tippshift и системой старт-стоп.

#### Дизельные

##### Четырёхцилиндровые двигатели
| Модель                           | C 180 CDI                                      | C 200 CDI                           | C 200 CDI BlueEFFICIENCY            | C 200 CDI                                               | C 220 CDI                           | C 220 CDI (4MATIC)                                | C 220 CDI BlueEFFICIENCY Edition         | C 250 CDI (4MATIC)                                | C 250 CDI Sport                     |
| -------------------------------- | ---------------------------------------------- | ----------------------------------- | ----------------------------------- | ------------------------------------------------------- | ----------------------------------- | ------------------------------------------------- | ---------------------------------------- | ------------------------------------------------- | ----------------------------------- |
| Годы выпуска                     | 04/2010–03/2014                                | 03/2007–06/2009                     | 04/2008–11/2009                     | 11/2009–03/2014                                         | 03/2007–06/2009                     | 06/2009–06/2015                                   | 10/2012–06/2015                          | 10/2008–06/2015                                   | 06/2012–06/2015                     |
| Технические данные               |                                                |                                     |                                     |                                                         |                                     |                                                   |                                          |                                                   |                                     |
| Двигатель*                       | OM651 DE 22 LA red.                            | OM646 DE 22 LA red.                 | OM646 DE 22 LA red.                 | OM651 DE 22 LA red.                                     | OM646 DE 22 LA                      | OM651 DE 22 LA                                    | OM651 DE 22 LA                           | OM651 DE 22 LA                                    | OM651 DE 22 LA                      |
| Тип двигателя                    | R4                                             | R4                                  | R4                                  | R4                                                      | R4                                  | R4                                                | R4                                       | R4                                                | R4                                  |
| Топливная система                | Common Rail, прямой впрыск топлива             | Common Rail, прямой впрыск топлива  | Common Rail, прямой впрыск топлива  | Common Rail, прямой впрыск топлива                      | Common Rail, прямой впрыск топлива  | Common Rail, прямой впрыск топлива                | Common Rail, прямой впрыск топлива       | Common Rail, прямой впрыск топлива                | Common Rail, прямой впрыск топлива  |
| Оснащение                        | турбонаддув                                    | турбонаддув                         | турбонаддув                         | турбонаддув                                             | турбонаддув                         | битурбо                                           | битурбо                                  | битурбо                                           | битурбо                             |
| Рабочий объём                    | 2143 см3                                       | 2148 см3                            | 2148 см3                            | 2143 см3                                                | 2148 см3                            | 2143 см3                                          | 2143 см3                                 | 2143 см3                                          | 2143 см3                            |
| Мощность                         | 88 кВт (120 л. с.) при 2800–4600 об/мин        | 100 кВт (136 л. с.) при 3800 об/мин | 100 кВт (136 л. с.) при 3800 об/мин | 100 кВт (136 л. с.) при 2800–4600 об/мин                | 125 кВт (170 л. с.) при 3800 об/мин | 125 кВт (170 л. с.) при 3000–4200 об/мин          | 125 кВт (170 л. с.) при 3000–4200 об/мин | 150 кВт (204 л. с.) при 4200 об/мин               | 150 кВт (204 л. с.) при 4200 об/мин |
| Крутящий момент                  | 300 Н·м при 1400–2800 об/мин                   | 270 Н·м при 1600–3400 об/мин        | 270 Н·м при 1600–3400 об/мин        | 360 Н·м при 1600–2600 об/мин [330 Н·м 1600–2800 об/мин] | 400 Н·м при 2000 об/мин             | 400 Н·м при 1400–2800 об/мин                      | 400 Н·м при 1400–2800 об/мин             | 500 Н·м при 1600–1800 об/мин                      | 500 Н·м при 1600–1800 об/мин        |
| Ходовая часть                    |                                                |                                     |                                     |                                                         |                                     |                                                   |                                          |                                                   |                                     |
| Компоновка [ опционально ]       | задний привод                                  | задний привод                       | задний привод                       | задний привод                                           | задний привод                       | задний привод                                     | задний привод                            | задний привод [ полный привод ]                   | задний привод                       |
| Трансмиссия [ опционально ]      | 6-ступ. механическая 5G-Tronic/ 7G-Tronic Plus | 6-ступ. механическая [ 5G-Tronic ]  | 6-ступ. механическая                | 6-ступ. механическая [ 5G-Tronic/7G-Tronic Plus ]       | 6-ступ. механическая [ 5G-Tronic ]  | 6-ступ. механическая [ 5G-Tronic/7G-Tronic Plus ] | 6-ступ. механическая [ 7G-Tronic Plus ]  | 6-ступ. механическая [ 5G-Tronic/7G-Tronic Plus ] | 7G-Tronic Plus                      |
| Данные                           |                                                |                                     |                                     |                                                         |                                     |                                                   |                                          |                                                   |                                     |
| Разгон от 0 до 100 км/ч          |                                                |                                     |                                     |                                                         |                                     |                                                   |                                          |                                                   |                                     |
| Седан:                           | 208 км/ч [ 206 км/ч ]                          | 215 км/ч [ 213 км/ч ]               | 220 км/ч                            | 218 км/ч [ 215 км/ч ]                                   | 229 км/ч [ 227 км/ч ]               | 232 км/ч (227 км/ч) [ 231 км/ч ]                  | 232 км/ч [ 231 км/ч ]                    | 240 км/ч (240 км/ч) [ 240 км/ч ]                  | –                                   |
| Универсал:                       | 201 км/ч [ 200 км/ч ]                          | 208 км/ч [ 204 км/ч ]               | –                                   | 209 км/ч [ 207 км/ч ]                                   | 224 км/ч [ 220 км/ч ]               | 219 км/ч (219 км/ч) [ 219 км/ч ]                  | 219 км/ч                                 | 238 км/ч (237 км/ч) [ 237 км/ч ]                  | –                                   |
| Купе:                            | –                                              | –                                   | –                                   | –                                                       | –                                   | 236 км/ч [ 231 км/ч ]                             | 236 км/ч                                 | 240 км/ч [ 240 км/ч ]                             | 240 км/ч                            |
| Разгон от 0 до 100 км/ч          |                                                |                                     |                                     |                                                         |                                     |                                                   |                                          |                                                   |                                     |
| Седан:                           | 10,5 с [ 10,8 с ]                              | 10,4 с [ 10,2 с ]                   | 10,4 c                              | 9,2 с [ 9,1 с ]                                         | 8,5 с [ 8,4 с ]                     | 8,4 с (8,2 c) [ 8,1 с ]                           | 8,4 с [ 8,1 с ]                          | 7,0 с (7,1 c) [ 7,1 с ]                           | –                                   |
| Универсал:                       | 10,8 с [ 11,1 с ]                              | 10,8 с [ 10,6 с ]                   | –                                   | 9,6 с [ 9,5 с ]                                         | 8,9 с [ 8,8 с ]                     | 8,5 с (8,4 с) 8,3 с                               | 8,5 с                                    | 7,3 с (7,4 с) [ 7,4 с ]                           | –                                   |
| Купе:                            | –                                              | –                                   | –                                   | –                                                       | –                                   | 8,4 с [ 7,4 с ]                                   | 7,4 s                                    | 7,0 с [ 7,1 с ]                                   | 7,1 s                               |
| Средний расход топлива на 100 км |                                                |                                     |                                     |                                                         |                                     |                                                   |                                          |                                                   |                                     |
| Седан:                           | 4,8–5,3 л [ 4,9–5,3 л ]                        | 5,7–6,1 л [ 6,5–6,7 л ]             | 5,1–5,4 л                           | 4,8–5,3 л [ 4,9–5,3 л ]                                 | 5,9–6,1 л [ 6,6–6,7 л ]             | 4,4–5,1 л (5,4–5,7 л ) [ 4,8–5,2 л ]              | 4,1 л [ 4,4 л ]                          | 4,8–5,3 л (5,4–5,7 л ) [ 4,8–5,2 л ]              | –                                   |
| Универсал:                       | 4,8–5,4 л [ 5,1–5,5 л ]                        | 6,0–6,1 л [ 6,7 л ]                 | –                                   | 4,8–5,4 л [ 5,1–5,5 л ]                                 | 6,1 л [ 6,8 л ]                     | 4,7–5,2 л (5,3–5,8 л ) [ 5,1–5,3 л ]              | 4,3 л                                    | 4,9–5,4 л (5,5–5,8 л ) [ 5,1–5,3 л ]              | –                                   |
| Купе:                            | –                                              | –                                   | –                                   | –                                                       | –                                   | 4,4–5,1 л [ 4,9–5,3 л ]                           | 4,1 л                                    | 4,9–5,4 л [ 4,9–5,3 л ]                           | 5,3 л                               |
| Выбросы CO2                      |                                                |                                     |                                     |                                                         |                                     |                                                   |                                          |                                                   |                                     |
| Седан:                           | 125–139 г/км [ 129–140 г/км ]                  | 149–160 г/км [ 171–177 г/км ]       | 133–141 г/км                        | 125–139 г/км [ 129–140 г/км ]                           | 156–160 г/км [ 173–177 г/км ]       | 117–133 г/км (144–152 г/км) [ 125–136 г/км ]      | 109 г/км [ 116 г/км ]                    | 125–140 г/км (144–152 г/км) [ 125–136 г/км ]      | –                                   |
| Универсал:                       | 127–141 г/км [ 134–144 г/км ]                  | 157–161 г/км [ 176 г/км ]           | –                                   | 127–141 г/км [ 134–144 г/км ]                           | 159–161 г/км [ 178–180 г/км ]       | 124–135 г/км (147–155 г/км) [ 134–138 г/км ]      | 114 г/км                                 | 128–141 г/км (147–155 г/км) [ 134–138 г/км ]      | –                                   |
| Купе:                            | –                                              | –                                   | –                                   | –                                                       | –                                   | 117–133 г/км [ 128–139 г/км ]                     | 109 г/км                                 | 128–143 г/км [ 128–139 г/км ]                     | 139 г/км                            |
| Экологический стандарт           | Евро-5                                         | Евро-4                              | Евро-4                              | Евро-5                                                  | Евро-4                              | Евро-5                                            | Евро-5                                   | Евро-5                                            | Евро-5                              |

1. ↑  В Нидерландах, Австрии и Германии доступно с 03/2011.
2. 1 2 3 4  До мая 2013 года выпускались как «C 180 CDI BlueEFFICIENCY», «C 200 CDI BlueEFFICIENCY», «C 220 CDI BlueEFFICIENCY» и «C 250 (4MATIC) BlueEFFICIENCY».

##### Шестицилиндровые двигатели
| Годы выпуска                     | 06/2011–03/2014                     | 03/2007–06/2009                              | 06/2009–11/2009                              | 11/2009–02/2011                     | 06/2011–03/2014                     |
| Технические данные               |                                     |                                              |                                              |                                     |                                     |
| Двигатель*                       | OM642 DE 30 LA                      | OM642 DE 30 LA                               | OM642 DE 30 LA                               | OM642 DE 30 LA                      | OM642 LS DE 30 LA                   |
| Тип двигателя                    | V6                                  | V6                                           | V6                                           | V6                                  | V6                                  |
| Топливная система                | Common Rail, прямой впрыск топлива  | Common Rail, прямой впрыск топлива           | Common Rail, прямой впрыск топлива           | Common Rail, прямой впрыск топлива  | Common Rail, прямой впрыск топлива  |
| Оснащение                        | турбонаддув                         | турбонаддув                                  | турбонаддув                                  | турбонаддув                         | турбонаддув                         |
| Рабочий объём                    | 2987 см3                            | 2987 см3                                     | 2987 см3                                     | 2987 см3                            | 2987 см3                            |
| Мощность                         | 170 кВт (231 л. с.) при 3800 об/мин | 165 кВт (224 л. с.) при 3800 об/мин          | 165 кВт (224 л. с.) при 3800 об/мин          | 170 кВт (231 л. с.) при 3800 об/мин | 195 кВт (265 л. с.) при 3800 об/мин |
| Крутящий момент                  | 540 Н·м при 1600–2400 об/мин        | 510 Н·м при 1600–2800 об/мин                 | 510 Н·м при 1600–2800 об/мин                 | 540 Н·м при 1600–2400 об/мин        | 620 Н·м при 1600–2400 об/мин        |
| Ходовая часть                    |                                     |                                              |                                              |                                     |                                     |
| Компоновка [ опционально ]       | полный привод                       | задний привод [ полный привод ]              | задний привод [ полный привод ]              | задний привод [ полный привод ]     | задний привод                       |
| Трансмиссия [ опционально ]      | 7G-Tronic                           | 6-ступ. механическая [ 7G-Tronic ]           | 6-ступ. механическая [ 7G-Tronic ]           | 7G-Tronic                           | 7G-Tronic Plus                      |
| Данные                           |                                     |                                              |                                              |                                     |                                     |
| Разгон от 0 до 100 км/ч          |                                     |                                              |                                              |                                     |                                     |
| Седан:                           | 250 км/ч                            | 250 км/ч (250 км/ч) [ 250 км/ч ]             | 250 км/ч (250 км/ч) [ 250 км/ч ]             | 250 км/ч (250 км/ч)                 | 250 км/ч                            |
| Универсал:                       | 242 км/ч                            | 245 км/ч (244 км/ч) [ 244 км/ч ]             | 245 км/ч (244 км/ч) [ 244 км/ч ]             | 244 км/ч (242 км/ч)                 | 250 км/ч                            |
| Разгон от 0 до 100 км/ч          |                                     |                                              |                                              |                                     |                                     |
| Седан:                           | 6,4 s                               | 7,4 s (6,7 с) [ 6,9 с ]                      | 7,4 s (6,7 с) [ 6,9 с ]                      | 6,4 s (6,4 с)                       | 6,0 s                               |
| Универсал:                       | 6,5 s                               | 7,9 s (7,1 с) [ 7,1 с ]                      | 7,9 s (7,1 с) [ 7,1 с ]                      | 6,5 s (6,5 с)                       | 6,3 s                               |
| Средний расход топлива на 100 км |                                     |                                              |                                              |                                     |                                     |
| Седан:                           | 7,0–7,2 л                           | 6,9–7,2 л (7,7–8,0 л ) [ 7,3–7,6 л ]         | 6,9–7,2 л (7,7–8,0 л ) [ 7,3–7,6 л ]         | 6,6–6,9 л (7,0–7,2 л )              | 5,9–6,0 л                           |
| Универсал:                       | 7,2–7,4 л                           | 7,1–7,4 л (7,8–8,1 л ) [ 7,5–7,8 л ]         | 7,1–7,4 л (7,8–8,1 л ) [ 7,5–7,8 л ]         | 6,8–7,0 л (7,2–7,4 л )              | 6,0–6,2 л                           |
| Выбросы CO2                      |                                     |                                              |                                              |                                     |                                     |
| Седан:                           | 185–189 г/км                        | 182–193 г/км (202–211 г/км) [ 193–201 г/км ] | 182–193 г/км (202–211 г/км) [ 193–201 г/км ] | 174–180 г/км (185–189 г/км)         | 154–157 г/км                        |
| Универсал:                       | 191–195 г/км                        | 188–198 г/км (205–215 г/км) [ 199–209 г/км ] | 188–198 г/км (205–215 г/км) [ 199–209 г/км ] | 180–184 г/км (191–195 г/км)         | 159–162 г/км                        |
| Экологический стандарт           | Евро-5                              | Евро-4                                       | Евро-4                                       | Евро-5                              | Евро-5                              |

1. 1 2  До мая 2013 года выпускались как «C 300 CDI 4MATIC BlueEFFICIENCY» и «C 350 CDI BlueEFFICIENCY».

### Безопасность

#### Взрослые пассажиры
Пассажирские места очень стабильные при ударе. После тестирования результаты показали активную защиту пассажиров. Автомобиль набрал огромное количество процентов защиты. Но есть и минусы — плохая защита грудной клетки на месте водителя.

#### Пассажиры детского возраста
В автомобиле существует система распознавания, когда детское удерживающее устройство устанавливается на переднее пассажирское сиденье. Система автоматически отключает все подушки безопасности. На тестированном автомобиле эта система не была установлена.

#### Пешеходы
Бампер автомобиля сделан так, чтобы безопасность ног пешеходов при ударе была высокой. Но капот был оценён как плохая защита пешеходов и пассажиров передних сидений.

#### Общая безопасность
Третье поколение С-класса отличалось показательными параметрами безопасности, что чётко отражено результатами многих краш-тестов от различных организаций. В стандартную комплектацию автомобиля вошли электронный контроль устойчивости (ESP), противобуксовочная система (ABS), система контроля ремней безопасности на передних и задних сидениях, боковые и передние подушки безопасности, а также надувные шторки.
В автомобиле использовали комплексную систему превентивной безопасности PRE-SAFE, которая обеспечивала дополнительное натяжение ремней безопасности при экстренном торможении, автоматически закрывающиеся окна и люк, сиденья с множеством регулировок, позволяющие принять максимально комфортное положение. Для обеспечения ещё большей безопасности в стандартный набор оснащения Mercedes-Benz W204 включили адаптивную тормозную систему и активные амортизаторы.
При рестайлинге 2011 года в пакет оборудования добавили несколько новых систем помощи водителю — радиолокационную систему, камеры, различные датчики, систему адаптивного круиз-контроля Distronic Plus, системы Blind Spot Assist, Lane Keeping Assist, Speed Limit Assist, систему контроля дорожной разметки и удержания транспортного средства в полосе движения (Lane Keeping Assist), систему, отслеживающую состояние водителя и сигнализирующую при обнаружении признаков утомления (Attention Assist), адаптивные фары, систему превентивной безопасности с опцией автоматического торможения перед препятствием PRE-SAFE, а также систему автоматической парковки.

#### Рейтинг EuroNCAP

##### 2007
Результаты краш-теста EuroNCAP 2007 года выглядят следующим образом:
| Euro NCAP                                                           | Euro NCAP | Euro NCAP | Euro NCAP |
| ------------------------------------------------------------------- | --------- | --------- | --------- |
| Рейтинги                                                            | Пассажир  |           | 36        |
| Рейтинги                                                            | Ребёнок   |           | 32        |
| Рейтинги                                                            | Пешеход   |           | 11        |
| Протестированная модель: Mercedes-Benz C200 CDI Classic, LHD (2007) |           |           |           |

##### 2009
В 2009 после введения новой системы оценки безопасности автомобилей были проведены повторные тесты C-класса в кузове W204. Результаты испытаний выглядят следующим образом:
| Euro NCAP                                                           | Euro NCAP | Euro NCAP | Euro NCAP             |
| ------------------------------------------------------------------- | --------- | --------- | --------------------- |
| · общий рейтинг                                                     |           |           |                       |
| 82%                                                                 | 70%       | 30%       | 86%                   |
| взрослый пассажир                                                   | ребёнок   | пешеход   | активная безопасность |
| Протестированная модель: Mercedes-Benz C200 CDI Classic, LHD (2009) |           |           |                       |

C-класс в кузове купе получил 5 звёзд в категории защиты водителя и пассажиров в рейтинге Euro NCAP. Кроме того, автомобиль получил особую награду за наличие опциональных систем безопасности PRE-SAFE и PRE-SAFE Brake.

##### 2014
Комитет Euro NCAP присудил в 2015 году особой серии Mercedes-Benz C-Class C220 награду за лучшие показатели безопасности в классе "Большой семейный автомобиль".
| Euro NCAP                                                                    | Euro NCAP | Euro NCAP | Euro NCAP             |
| ---------------------------------------------------------------------------- | --------- | --------- | --------------------- |
| · общий рейтинг                                                              |           |           |                       |
| 95%                                                                          | 84%       | 77%       | 70%                   |
| взрослый пассажир                                                            | ребёнок   | пешеход   | активная безопасность |
| Протестированная модель: Mercedes-Benz C-Class C220 'Avantgarde', LHD (2014) |           |           |                       |

#### Рейтинг IIHS
Краш-тесты Страхового института дорожной безопасности США 2008—2009 годов на модели Mercedes-Benz C300 показали следующие результаты:
| IIHS                                                  | IIHS |
| ----------------------------------------------------- | ---- |
| Фронтальный удар с 40%-м перекрытием                  | G    |
| Боковой удар                                          | G    |
| Прочность крыши                                       | G    |
| Подголовники и сиденья                                | G    |
| Протестированная модель: Mercedes-Benz C-Class (2008) |      |

В 2009 году повторные после проведения повторных испытаний автомобиль получил награду «Top Safety Pick 2009» за успешное прохрждение краш-тестов и высокие показатели безопасности.

#### Рейтинг NHTSA

##### 2007
Результаты краш-теста дорестайловой версии Mercedes-Benz C-класса в кузове W204 за 2007 год выглядят следующим образом:
| Водитель                                       | 4 из 5 звёзд · 4 из 5 звёзд · 4 из 5 звёзд · 4 из 5 звёзд · 4 из 5 звёзд |
| Передний пассажир                              | 4 из 5 звёзд · 4 из 5 звёзд · 4 из 5 звёзд · 4 из 5 звёзд · 4 из 5 звёзд |
| Задний пассажир со стороны водителя            | 5 из 5 звёзд · 5 из 5 звёзд · 5 из 5 звёзд · 5 из 5 звёзд · 5 из 5 звёзд |
| Задний пассажир со стороны переднего пассажира | 5 из 5 звёзд · 5 из 5 звёзд · 5 из 5 звёзд · 5 из 5 звёзд · 5 из 5 звёзд |
| Защита от опрокидывания                        | 4 из 5 звёзд · 4 из 5 звёзд · 4 из 5 звёзд · 4 из 5 звёзд · 4 из 5 звёзд |

##### 2011
После рестайлинга 2011 года Национальное управление безопасностью движения на трассах США провело повторные испытания безопасности автомобиля Mercedes-Benz W204 включив новые тесты. Результаты испытаний показали следующее::
| Водитель (мужчина)                                   | 4 из 5 звёзд · 4 из 5 звёзд · 4 из 5 звёзд · 4 из 5 звёзд · 4 из 5 звёзд |
| Передний пассажир (женщина)                          | 2 из 5 звёзд · 2 из 5 звёзд · 2 из 5 звёзд · 2 из 5 звёзд · 2 из 5 звёзд |
| Водитель при боковом столкновении (мужчина)          | 5 из 5 звёзд · 5 из 5 звёзд · 5 из 5 звёзд · 5 из 5 звёзд · 5 из 5 звёзд |
| Передний пассажир при боковом столкновении (женщина) | 4 из 5 звёзд · 4 из 5 звёзд · 4 из 5 звёзд · 4 из 5 звёзд · 4 из 5 звёзд |
| Задний пассажир при боковом столкновении (женщина)   | 4 из 5 звёзд · 4 из 5 звёзд · 4 из 5 звёзд · 4 из 5 звёзд · 4 из 5 звёзд |
| Защита от опрокидывания                              | 4 из 5 звёзд · 4 из 5 звёзд · 4 из 5 звёзд · 4 из 5 звёзд · 4 из 5 звёзд |

## AMG модификации

### С63 AMG
Версия автомобиля AMG разработана с нуля, а не с уже готовой версии. Некоторые детали позаимствованы у CLK 63 AMG. На автомобиль установлен двигатель V8 с рабочим объёмом 6,2 литра, генерирующий мощность в 457 л. с. и обладающий крутящим моментом 600 Н·м. Двигатель агрегатируется с семиступенчатой автоматической коробкой передач AMG SPEEDSHIFT PLUS (7G-Tronic), которая имеет три режима управления: комфорт, спорт и ручной. Последний режим позволяет держать двигатель на пределе оборотов. Электронная система стабилизации ESP может быть отключена, но при резком торможении она включается автоматически. Автомобиль разгоняется с места до 100 км/ч за 4,5 с (универсал — за 4,6 с) и развивает максимальную скорость, ограниченную электроникой, в 250 км/ч.

#### C63 AMG DR 520
Mercedes-Benz C 63 AMG DR 520 — специальная версия С63 AMG, созданная для британского рынка. Спецверсия выпускается в кузовах седан и универсал. В отличие от стандартной модификации С63 AMG DR520 генерирует мощность в 520 л.с. и 650 Н·м крутящего момента. Этого удалось достичь благодаря новому программному обеспечению двигателя, кованым поршням, шатунам и воздушному фильтру с повышенной пропускной способностью, а также спортивной выхлопной системы. В результате автомобиль разгоняется до 100 км/ч всего за 4,1 с (универсал за 4,2) и развивают максимальную скорость в 301 км/ч (ограниченая электроникой) .
Внешние отличия включают окраску в матовый белый либо матовый чёрный цвета. Стоимость доработанного автомобиля составляет 62 430 фунтов стерлингов за седан и 63 680 фунтов за версию в кузове универсал.
Одним из обладателей спецверсии универсала стал гонщик команды Формулы-1 McLaren Дженсон Баттон, у которого уже был один Mercedes-Benz C63 AMG.

#### C63 AMGBlack SeriesCoupe
Ограниченная серия купе, четвёртая по счету работа подразделения Skunkworks AMG, планировалась к выпуску ограниченным тиражом в 650 штук, но после увеличили до 800 единиц.
Black Series оснащается тем же атмосферным 6.2 литровым V8 двигателем серии M156, но с коленвалом, кованными поршнями и шатунами от SLS, а также новым масляным радиатором и перенастроенным ЭБУ двигателя. Вес автомобиля уменьшился всего на 20 кг по сравнению с обычным C63. Мощность силового агрегата составила 517 л.с (при 6800 об/мин) и 620 Н·м крутящего момента при 5000 об/мин. В автомобиль установили автоматическую коробку передач AMG SpeedShift MCT, но вместо гидромуфты в ней используется система двойного сцепления, которая управляется электронным блоком управления. Разгон с 0 до 100 км/ч составляет 4.2 секунды, до 200 км/ч — 13.9 секунд. Максимальная скорость ограниченна электроникой на отметке в 250 км/ч (около 300 км/ч без ограничителя).
Автомобиль получил более расширенные колёсные арки, два отверстия в капоте для отвода тепла и увеличения прижимной силы, более жёсткие регулируемые амортизаторы KW и пружины, задний дифференциал ограниченного скольжения, систему ESP с тремя режимами, новые перфорированные композитные тормоза и ковшеобразные сиденья AMG.
При установке опционального пакета AMG Aerodynamic Package можно получить карбоновые канарды по углам переднего бампера, передний сплиттер, который снижает подъёмную силу, и антикрыло, а в Performance Package полу-слики Dunlop Tires и радиатор масла дифференциала.
Трассу Северная Петля автомобиль преодолел за 7 минут 45 секунд, такое же время показал CLK63 AMG Black, а на тест-треке Top Gear, со временем в 1 минуту 21 секунду, машина оказалась быстрее Ferrari 599 (01:21.2) и Audi R8 (01:21.6).
Автомобиль поступил в продажу в январе 2012 года по цене около €135 000. Все экземпляры были распроданы за полгода.

#### C63 AMGAffalterbach Edition
На Автосалоне в Монреале была представлена специальная версия мощного дорестайлингового седана, выпущенного тиражом всего 30 единиц. Автомобиль назван в честь города, откуда родом подразделение Mercedes-AMG. Двигатель выдаёт мощность в 485 л.с. и позволяет модели разгоняться до 96 км/ч за 4,4 с. Автомобиль доступен только в одном — сером — цвете и оценивается в $83 000.

### Concept-358
На Австралийском автосалоне в 2010 году был представлен Concept-358 на базе Mercedes-Benz C63 AMG. Автомобиль оборудован 6,2-литровым двигателем мощностью в 480 л.с. Интерьер обшит кожей, а в экстерьере кроме яркого апельсинового цвета добавились специальные многоспицевые чёрные диски. Автомобиль существует в единственном экземпляре.

## Тюнинг

### RENNtech C74
В 2010 году американское тюнинг-ателье RENNtech выпустило собственную модификацию дорестайлингового Mercedes-Benz C63 AMG с установленным пакетом доработок и назвала её RENNtech C74. Цифра в названии означает ширину колеи задних колёс — 74 дюйма (1,87 метра). Вместо штатных дисков установлены фирменные трёхсоставные алюминиевые колёса со спортивными покрышками Nitto INVO шириной 305 мм (также возможна установка шин с шириной 315 мм).
Мощность атмосферного V8 двигателя объёмом 6.2 литра, получившего доработанную программу управления, модифицированную выхлопную систему с применением высокопроизводительных воздушных фильтров, усовершенствованный распредвал и новые головки цилиндров, выросла до 605 л.с. при 6000 об/мин. По данным фирмы-производителя четверть мили автомобиль преодолевает за 11,4 с, имея на выходе скорость 201 км/ч, а максимальная скорость составляет 326 км/ч.
Пакет доработок включает также карбоновый аэродинамический обвес «wide body» (с расширенными колёсными арками и мощными бамперами с дополнительными вентиляционными отверстиями), в который входят передний сплиттер, задний диффузор с интегрированными патрубками выпускной системы и задний спойлер. Стоимость обвеса в США составляет $11 950.
Кроме того, автомобиль получил полностью настраиваемую спортивную подвеску, карбоновый передний и задний стабилизатор поперечной устойчивости, дифференциал повышенного трения, а также более мощные, чем у стандартного тормозные механизмы.

### Wimmer RS
В 2011 году фирмой Wimmer RS была представлена собственная модификация доресталингового Mercedes-Benz C63 AMG с целью составить конкуренцию RENNtech C74. Благодаря установке новых головок блока цилиндров, распредвалов, впускного коллектора и системы выпуска из нержавеющей стали, воздушного фильтра с лучшей пропускной способностью и спортивных катализаторов, а также перепрограммированию блока управления двигателем, удалось повысить мощность до 601 л.с. и крутящий момент 720 Н·м. Максимальная скорость автомобиля составляет 329 км/ч.
Стоимость усовершенствованного двигателя на момент дебюта составляла €19 900, спортивной подвески — €3600.

### Kubatech
В 2011 году немецкое тюнинг-ателье Kubatech представило тюнинг-пакет для автомобиля Mercedes-Benz C63 AMG, увеличивающий отдачу двигателя. Проект получил наименование Stage 3. После доработок, включающих перепрошивку блока управления и установку новой выпускной системы Cargraphic из нержавеющей стали, мощность и крутящий момент увеличились с 457 л.с. и 600 Н·м до 583 л.с. и 692 Н·м соответственно. В связи с увеличением мощности и крутящего момента подняли и электронную планку ограничителя скорости до 310 км/ч.
Внешние модификации, предлагаемые тюнинг-ателье, включают 19-дюймовые колёсные диски чёрного матового цвета с шинами Michelin. Если диски не заказывать, то внешне автомобиль будет неотличим от оригинального. Стоимость доработок двигателя составляет 10 тысяч евро, а стоимость дисков — €7,5 тысяч

### Romeo Ferraris
Итальянское тюнинг-ателье Romeo Ferraris представило собственную модификацию C63 AMG под названием White Storm. 6,2-литровый V8 двигатель автомобиля получил дополнительные 79 л. с. благодаря новой выпускной системе и перенастройке программы управления двигателем, что в общей сложности составило 536 л. с. при крутящем моменте в 681 Н·м. В результате разгон до 100 км/ч сократился до 4,1 с, что на 0,5 секунды быстрее оригинального С63.
Внешний тюнинг включают в себя передний спойлер, крышу, выполненную из углеродного волокна, модифицированные воздухозаборники и улучшенный передний бампер. В интерьере, детали которого выполнены из кожи, стали преобладать красно-чёрные цветовые комбинации. Кроме того, салон дополнился кожаными дверными вставками, рулевым колесом из алькантары, и строчкой на сиденьях. Romeo Ferraris также предлагает ультра-лёгкие 18-дюймовые колёса, весом всего 10 кг каждое.

## Производство и продажи
С 2007 года производство Mercedes-Benz W204 было налажено в Зиндельфингене, Пекине и Ист-Лондоне, Южная Африка. Изготовление варианта в кузове универсал было налажено на заводе в Бремене. На момент выпуска автомобиля на рынок (середина 2007 года) было получено 75 000 заказов на седан W204. Общий объём продаж за 2007 год составил 261 500. В середине 2008 года продажи С-класса превысили 300 000 единиц. Под конец того же года было продано 500 000 автомобилей, в числе которых 440 000 седанов и 60 000 универсалов. 250 000-ый седан — иридиевый серебристый металлик C220 CDI — был произведен в Зиндельфингене и доставлен заказчику из Японии.
В середине 2010 года продажи автомобиля Mercedes-Benz W204 превысили 1 миллион, в том числе 840 000 седанов и 160 000 универсалов. 25 % от общего объёма продаж пришлось на США, далее следуют Германия и Китай. Производство С-класса в кузове купе было налажено в 2011 году на заводе в Бремене.
Всего с момента коммерческого запуска Mercedes-Benz W204 в марте 2007 года по апрель 2011 года было произведено и доставлено более 1,2 миллиона автомобилей.

### Основная
- Colin Pitt. Mercedes-Benz C-Class and C63 AMG W202 W203 W204 1993-2008. — Хокли, Эссекс, Великобритания: C. P. Press, 2008. — ISBN 9781841556741.
- Rainer W. Schlegelmilch; Hartmut Lehbrink; Jochen Osterroth. Mercedes. — Кёнигсвинтер, Германия: Ullmann Publishing, 2013. — 407 с. — ISBN 9783848002672.

### Руководства пользователя, сервисные книги
- Hans-Rüdiger Etzold. Mercedes C-Klasse: Typ W 204 ab 3/07. — 1-е изд. — Билефельд, Германия: Delius Klasing, 2009. — (So wird's gemacht, Band 146). — ISBN 9783768825870.
- Dieter Korp. Mercedes-Benz: C-Klasse (W204). — 1-е изд. — Штутгарт: Motorbuch Verlag, 2013. — (Jetzt helfe ich mir selbst series). — ISBN 978-3613035690.